# Talparia exusta
Espèce
Synonymes
- voir paragraphe #Synonymes

Talparia exusta est une espèce de mollusques gastéropodes marins de la famille des Cypraeidae.

## Synonymes
- Cypraea exhusta

## Répartition
Ce mollusque se retrouve dans la mer Rouge et le golfe d'Aden.

## Philatélie
Ce coquillage (légendé Cypraea exhusta) figure sur plusieurs émissions postales :
- Territoire français des Afars et des Issas de 1975 (valeur faciale : 20 F).
- Territoire français des Afars et des Issas de 1976 (valeur faciale : 20 F).